# Hilara flavinceris
Hilara flavinceris är en tvåvingeart som beskrevs av Miller 1923. Hilara flavinceris ingår i släktet Hilara och familjen dansflugor. Inga underarter finns listade i Catalogue of Life.